# Ernst Schicketanz
Ernst Heinrich Robert Franz Schicketanz (* 30. Dezember 1890 in  Reichenberg, Österreich-Ungarn; † 9. Dezember 1966 in Berlin-Buch) war ein deutscher Kapellmeister und Komponist.

## Leben und Wirken
Nach dem Besuch der Realschule in Reichenberg ging er an das Konservatorium nach Prag und wechselte dann nach Wien. Im Anschluss erhielt er als Kapellmeister verschiedene Anstellungen, zuerst am Stadttheater seiner Heimatstadt. Ab 1919 arbeitete er als Kapellmeister am Residenztheater in Dresden, wo er auch Gesangunterricht nahm. An diesem Theater hatte er u. a. die musikalische Leitung bei der Aufführung des Stückes Der Heiratsschwindler von Wilhelm Wolters (1920). 1925 war er einer der Mitgründer des Rundfunksenders Dresden, vor dem er mehrfach auftrat. Zum 1. Oktober 1940 trat er der NSDAP bei.
Er schrieb die Musik zu zahlreichen Bühnenstücken, vor allem Operetten, die er selbst dirigierte.
Nach dem Zweiten Weltkrieg lebte er längere Zeit in Parchim. Er starb im Krankenhaus Berlin-Buch.